# Flussyre
Flussyre er en opløsning af hydrogenfluorid (HF) i vand. Det er udgangspunktet for stort set alle fluor-stoffer, inklusive lægemidler som fluoxetine (Prozac), forskellige materialer som PTFE (Teflon), og elementært fluor. Det er en farveløs opløsning, der er stærkt ætsende, og det kan opløse mange materialer, især oxider. Flussyres egenskab til at kunne opløse glas har været kendt siden 1600-tallet, selv inden Carl Wilhelm Scheele fremstillede det i store mængder i 1771. Da det reagerer med glas og mange metaller bliver  flussyre normalt opbevaret i plastikbeholdere (selvom det er let permeabelt i PTFE). Flussyres evne til at opløse oxider anvendes ved metallurgiske undersøgelse af aluminiumsslegeringer (da disse ofte vil være dækket af et lag af aluminiumsoxid). Flussyre anvendes yderligere til traditionel kemisk analyse af silikatmineraler som opløses af syren og hvis bestanddele derefter kan analyseres ved titrering.
Hydrogenfluorid-gas giver akut forgiftning, der kan give øjeblikkelig og permanente skader på lunger og øjets hornhinder. Vandig flussyre er ligeledes giftig ved kontakt, og det kan give dybe, og i første omgang smertefri ætsningsskader, der dræber vævet. Stoffet påvirker kroppens calciummetabolisme, Syren og eller opløselige fluorider (fluor-ionen kan trænge gennem hud) kan også give systemisk forgiftning der i sidste ende kan betyde hjertestop og død, hvilket kan ske efter kontakt med helt ned til 160 cm2 hud.